# Georg Heinrich Ludwig Nicolovius

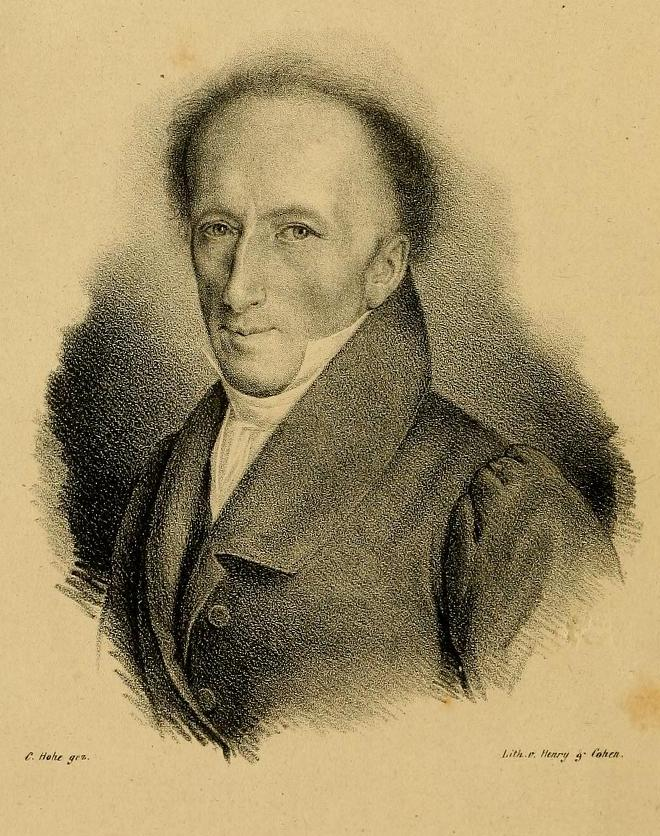
Georg Heinrich Ludwig Nicolovius, Lithographie von Henry & Cohen nach einem Gemälde von Christian Hohe

Georg Heinrich Ludwig Nicolovius (* 13. Januar 1767 in  Königsberg i. Pr.; † 2. November 1839 in Berlin) war ein deutscher Ministerialbeamter für Kirchen- und Schulangelegenheiten im preußischen Kultusministerium.

## Leben
Nicolovius’ Eltern waren der Hofrat im preußischen Etatsministerium  Matthias Balthasar Nicolovius  und seine Ehefrau Elisabeth Eleonore geborene Bartsch. Sein Bruder war der Verleger Friedrich Nicolovius. Seit dem 11. Lebensjahr Waisenkind, wuchs Nicolovius mit seinen Geschwistern bei einer Verwandten auf, die für seine Ausbildung am Collegium Fridericianum sorgte. Ab 1782 studierte er Rechtswissenschaft und Philologie, ab 1785 Theologie an der Albertus-Universität Königsberg. Während ihm die Philosophie Immanuel Kants nicht lag, gewann er bald die Freundschaft Johann Georg Hamanns. Auf Reisen durch Europa lernte er in Düsseldorf den Philosophen Friedrich Heinrich Jacobi kennen. In Münster stieß er zu dem theologischen Reformerkreis um Amalie von Gallitzin, Franz von Fürstenberg, Bernhard Overberg und Friedrich Leopold zu Stolberg-Stolberg. Stolberg lud ihn 1791 zu einer zweijährigen Reise nach Italien und Sizilien ein. Sie ergab die Bekanntschaft mit Friedrich Gottlieb Klopstock, Matthias Claudius, Johann Caspar Lavater und Johann Heinrich Pestalozzi.
Nach der Rückkehr im Frühjahr 1793 blieb Nicolovius ein halbes Jahr Gast im Hause des Grafen Stolberg im Herzogtum Holstein, der ihm 1795 zu einer Stelle als erster Sekretär der fürstbischöflichen Rentkammer zu Eutin verhalf. Im selben Jahr heiratete Nicolovius Luise Schlosser, eine Tochter von Johann Georg Schlosser und Nichte Goethes. Aus dieser Ehe gingen die Töchter Johanna und Flora, sowie die Söhne Georg, Friedrich und Alfred Nicolovius hervor.
Überschattet von der Konversion des Grafen Stolberg und obwohl ihn der Herzog Peter Friedrich Ludwig zu halten suchte, nahm Nicolovius 1805 einen Ruf an die Kriegs- und Domänenkammer Königsberg an. Dort unterstand ihm die Verwaltung des gesamten Schulwesens und der Angelegenheiten der Katholischen Kirche in Ostpreußen. Er erfüllte die in ihn gesetzten Erwartungen so zuverlässig, dass Friedrich Wilhelm III. (Preußen) ihn bereits am 31. August 1805 zum Konsistorialrat berief und ihm 1806/07 weitere Ämter im Universitätskuratorium und in der Silberbibliothek übertrug. Im Zuge der Preußische Reformen übernahm Nicolovius 1808 im Rang eines Staatsrats die Leitung der Sektion für Kultus und öffentlichen Unterricht im Preußischen Innenministerium. Im Folgejahr kehrten die preußischen Zentralbehörden nach Berlin zurück, mit ihnen auch Nicolovius und seine Familie. Auch in dem 1817 neu errichteten Ministerium der geistlichen-, Unterrichts- und Medizinalangelegenheiten behielt er das Ressort Kultus und Unterricht und musste von 1824 bis 1832 lediglich die Unterrichtsverwaltung abgeben.
Bei Minister Altenstein wirkte er dann an der Durchführung der von Friedrich Wilhelm III. initiierten Reform der Kirche der Altpreußischen Union mit. Unter anderem verfasste er Denkschriften zur Liturgie und Synodalordnung. Im Agendenstreit vertrat er den Regierungsstandpunkt, bemühte sich jedoch um Ausgleich. Außerdem war er Vizepräsident der Preußischen Hauptbibelgesellschaft.

### Preußische Ökumene
Es gelang dem toleranten Protestanten, zwischen der Regierung und der  Katholischen Kirche zu vermitteln. Das trug ihm bei orthodoxen Glaubensgenossen und radikalen Kirchengegnern wie Theodor von Schön den (unbegründeten) Vorwurf ein, ein „heimlicher Katholik“ zu sein. Als sich dieser Konflikt 1827 zuspitzte, stellte sich Kultusminister Altenstein vor seinen Beamten und der König persönlich rehabilitierte ihn. Wegen der Kölner Wirren und gesundheitlicher Probleme nahm Nicolovius Ende Mai 1839 seinen Abschied.
Wenige Monate später starb er im Alter von 72 Jahren in Berlin an den Folgen eines Schlaganfalls. Beigesetzt wurde er auf dem Friedhof der Dorotheenstädtischen und Friedrichswerderschen Gemeinden an der Chausseestraße. Das Grab ist nicht erhalten.

## Bedeutung
Während seiner langen Dienstzeit in der Kultusbehörde konnte Nicolovius mit Wilhelm von Humboldt der preußischen Politik wertvolle Impulse zur Neuordnung des Bildungswesens geben, basierend auf seinem Gedankenaustausch mit Jacobi und Pestalozzi. Er prägte die preußische Kirchenpolitik in der ersten Hälfte des 19. Jahrhunderts, wobei er einerseits das Landesherrliche Kirchenregiment verfocht, andererseits zwischen den extremen Positionen zu vermitteln suchte. Zwangsmaßnahmen der Regierung widersprachen seinem Rechtsempfinden. So stand er den Karlsbader Beschlüssen ebenso reserviert gegenüber wie der Behandlung der katholischen Bischöfe durch die Staatsbehörden im Königreich Preußen.

## Ehrungen
- Roter Adlerorden III. Klasse (1811)
- Berufung in den neu gegründeten Preußischen Staatsrat (28. März 1817)
- Wirkl. Geh. Oberregierungsrat
- Roter Adlerorden II. Klasse mit Eichenlaub (1818)

## Schriften
- Erinnerungen an die Kurfürsten von Brandenburg und Könige von Preussen aus dem Hause Hohenzollern hinsichtlich ihres Verhaltens in Angelegenheiten der Religion und der Kirche. Perthes, Hamburg 1838.
- Rudolf Haym (Hg.): Briefe von Wilhelm von Humboldt an Georg Heinrich Ludwig Nicolovius: mit zwei Anhängen. Felber, Berlin 1894 (Quellenschriften zur neueren deutschen Literatur- und Geistesgeschichte 1)
- Aus Josua Hasenclevers Briefwechsel mit Georg Heinrich Nicolovius in Berlin. In: Zeitschrift des Bergischen Geschichtsvereins. Jg. 1906, S. 1–102